# Tadeusz Wojciechowski (duchowny)
Tadeusz Wojciechowski (ur. 22 grudnia 1917 w Polance Karol (obecnie część Krosna), zm. 7 marca 2000 w Krakowie) – polski duchowny, kapłan archidiecezji lwowskiej, kapelan honorowy Ojca Świętego, profesor nauk humanistycznych.

## Życiorys
W 1942 r. przyjął święcenia kapłańskie we Lwowie, gdzie ukończył studia teologiczne. W 1959 r. zamieszkał w Domu Księży Profesorów przy kościele św. Marka w Krakowie, prowadząc wykłady z zakresu psychologii i filozofii przyrody ożywionej w Wyższym Seminarium Duchownym Archidiecezji Krakowskiej. Miał tytuł profesora nauk humanistycznych. Pracował w Specjalizacji Filozofii Człowieka na Wydziale Filozoficznym Papieskiej Akademii Teologicznej w Krakowie.
Został pochowany na Cmentarzu Salwatorskim w Krakowie, kwatera SC 11.